# رود مولوما
رود مولوما (انگلیسی: Moloma) یک رودخانه در استان کیروف کشور روسیه است.